# Штотцинг
Штотцинг (нім. Stotzing) — політична громада в політичному окрузі Айзенштадт-Умгебунг федеральної землі Бургенланд, в Австрії.
Штотцинг лежить на висоті  253 м над рівнем моря і займає площу  12,9 км². Громада налічує 800 мешканців. 
Густота населення 62/км².  
|                                   |
| Штотцинг на мапі округу та землі. |

 Адреса управління громади: Feldgasse 2, 2443 Stotzing. 

## Демографія
Історична динаміка населення міста за даними сайту Statistik Austria

## Виноски
1. ↑  Dauersiedlungsraum der Gemeinden Politischen Bezirke und Bundesländer - Gebietsstand 1.1.2018 — Статистичне управління Австрії.
2. ↑  Статистичне управління Австрії Bevölkerung am 1.1.2021 nach Ortschaften (Gebietsstand 1.1.2021)
3. ↑  www.stotzing.at/portal.htm. Архів оригіналу за 2 червня 2012. Процитовано 1 листопада 2013. [Архівовано 2012-06-02 у Wayback Machine.]
4. ↑  Gemeindedaten von Stotzing

| Австрія | Це незавершена стаття з географії Австрії. Ви можете допомогти проєкту, виправивши або дописавши її. |